# Mexic la Jocurile Olimpice de vară din 2016
Mexicul a participat la Jocurile Olimpice de vară din 2016 de la Rio de Janeiro în perioada 5 – 21 august 2016, cu o delegație de 125 de sportivi, care a concurat în 26 de sporturi. Cu cinci medalii (trei de argint și două de bronz), Mexicul s-a aflat pe locul 61 în clasamentul final.

## Participanți
Delegația mexicană a cuprins 125 de sportivi: 80 bărbați și 45 femeie. Cel mai tânăr atlet din delegația a fost săritoarea în apă Melany Hernández (18 ani), cel mai vechi a fost călătoarea Bernadette Pujals (48 de ani).
| Sport            | Masculin | Feminin | Total |
| ---------------- | -------- | ------- | ----- |
| Atletism         | 12       | 9       | 21    |
| Badminton        | 1        | 0       | 1     |
| Box              | 6        | 0       | 6     |
| Caiac canoe      | 1        | 0       | 1     |
| Canotaj          | 1        | 1       | 2     |
| Ciclism          | 2        | 2       | 4     |
| Echitație        | 0        | 1       | 1     |
| Fotbal           | 18       | 0       | 18    |
| Gimnastică       | 1        | 1       | 2     |
| Golf             | 1        | 2       | 3     |
| Haltere          | 1        | 3       | 4     |
| Înot sincron     | —        | 2       | 2     |
| Judo             | 0        | 2       | 2     |
| Lupte            | 1        | 0       | 1     |
| Natație          | 2        | 1       | 3     |
| Navigație        | 2        | 1       | 3     |
| Pentatlon modern | 1        | 1       | 2     |
| Sărituri în apă  | 5        | 4       | 9     |
| Scrimă           | 2        | 5       | 7     |
| Taekwondo        | 2        | 2       | 4     |
| Tenis de masă    | 2        | 0       | 2     |
| Tenis            | 1        | 1       | 2     |
| Tir              | 0        | 2       | 2     |
| Tir cu arcul     | 1        | 3       | 4     |
| Triatlon         | 3        | 2       | 5     |
| Volei            | 14       | 0       | 14    |
| Total            | 80       | 45      | 125   |

## Medaliați
| Medalie | Nume                     | Sport            | Probă                   | Dată      |
| ------- | ------------------------ | ---------------- | ----------------------- | --------- |
| Argint  | María Guadalupe González | Atletism         | 20 km marș              | 19 august |
| Argint  | Germán Sánchez           | Sărituri în apă  | 10 m platformă masculin | 20 august |
| Argint  | María Espinoza           | Taekwondo        | +67 kg feminin          | 20 august |
| Bronz   | Misael Rodríguez         | Box              | 75 kg masculin          | 18 august |
| Bronz   | Ismael Hernández         | Pentatlon modern | Proba masculină         | 20 august |